# Cliobata eques
Cliobata eques är en tvåvingeart som först beskrevs av Ignaz Rudolph Schiner 1868.  Cliobata eques ingår i släktet Cliobata och familjen skridflugor. Inga underarter finns listade i Catalogue of Life.